# Museu d'Art de Craiova

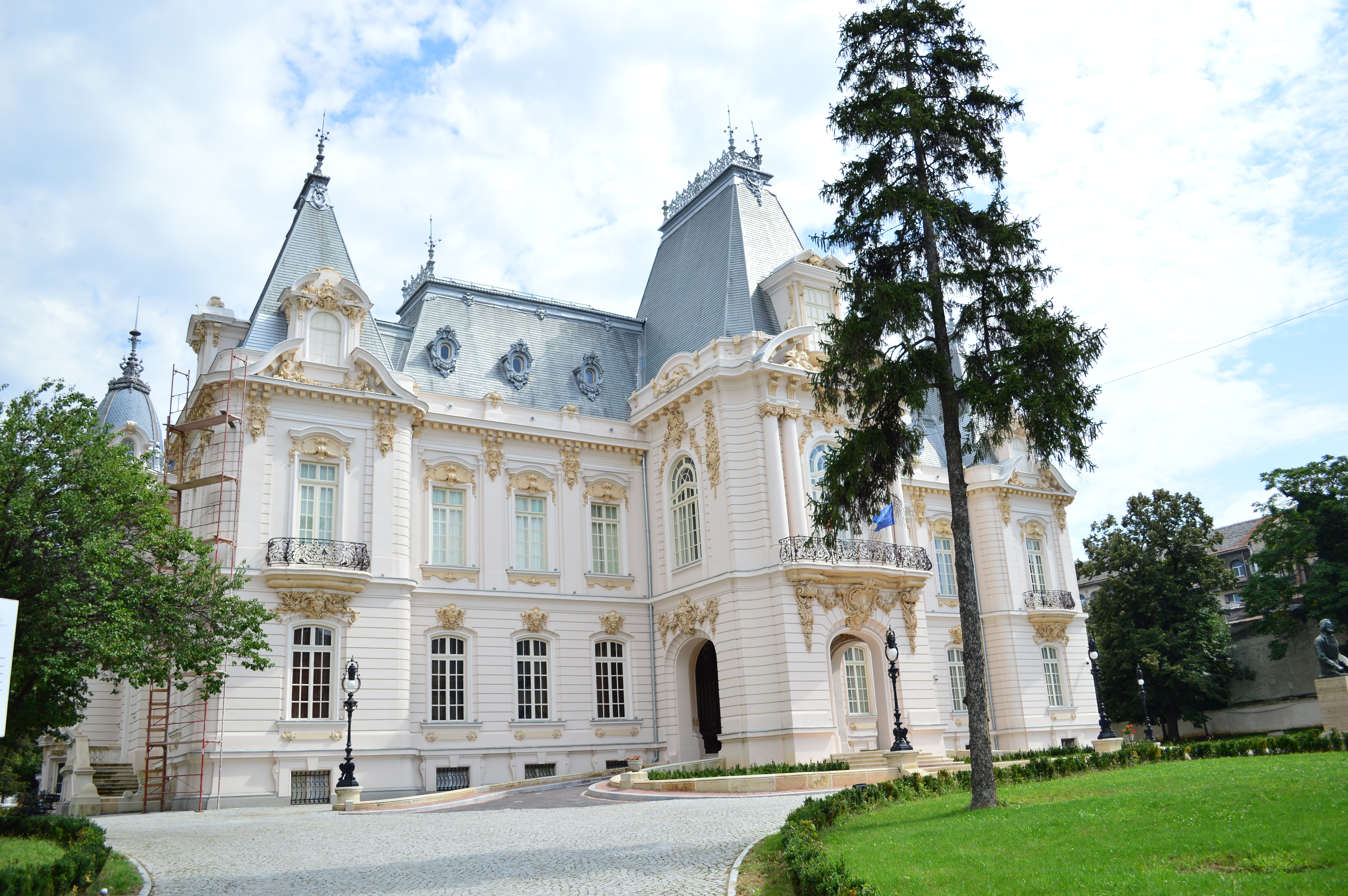
Palau Constantin Mihail, que ara acull el Museu d’Art de Craiova

El Museu d'Art de Craiova (en romanès: Muzeul de Artă din Craiova) és un museu d'art de la ciutat de Craiova, Oltènia, Romania.
El museu es troba al palau Constantin Mihail, construït del 1898 al 1907 segons els plans de l'arquitecte francès Paul Gottereau. El palau va pertànyer a Michael Constantine (1837-1908), membre d'una de les famílies més riques de Romania i és conegut com el palau Jean Mihail. El palau està decorat amb escales de marbre de Carrara, parets de seda de Lió, llums d'aranya de vidre de Murano , sostres pintats, estuc parcialment daurat i miralls venecians. Ha acollit els reis de Romania, el 1939 el president polonès exiliat Ignacy Mościcki (1867-1946) i l'exlíder iugoslau Josip Broz Tito (1892-1980).
El museu es va fundar el 1954. És el principal museu d'art de Craiova i és una atracció turística important per a la ciutat. Una de les principals atraccions del museu és la galeria dedicada a Constantin Brâncuși, que exhibeix sis de les seves primeres escultures (incloent-hi variants de les seves obres més conegudes): Vitellius (1898), Miss Pogany (1902), The Vainglory (1905), Boy's Head (1906), El petó (1907) i Tors de dona (1909). També compta amb una gran varietat de pintures d’importants mestres romanesos com Theodor Aman, Nicolae Grigorescu, Vasile Popescu, Ștefan Luchian i Theodor Pallady, juntament amb algunes icones romaneses.
El palau està catalogat com a monument històric pel Ministeri de Cultura i Afers Religiosos de Romania.